# 熊本県道342号砂原四方寄線
熊本県道342号砂原四方寄線（くまもとけんどう342ごう すなはらよもぎせん）は、熊本県熊本市南区から熊本市北区に至る一般県道である。

## 概要
地域高規格道路である熊本西環状道路を構成する路線であり、熊本市西区花園七丁目の花園ICから北区下硯川町の下硯川ICまでの4.1 kmは2017年（平成29年）3月26日に部分開通した。

### 路線データ
- 起点：熊本県熊本市南区砂原町（熊本県道51号熊本港線交点）
- 終点：熊本県熊本市北区四方寄町（北部消防入口交差点、国道3号交点）

## 地理

### 通過する自治体
- 熊本市（南区 - 西区 - 北区）

### 交差する道路
| 交差する道路                      | 市町村名 | 市町村名 | 交差する場所 | 交差する場所              |
| --------------------------------- | -------- | -------- | ------------ | ------------------------- |
| 熊本県道51号熊本港線供用予定      | 熊本市   | 南区     | 砂原町       | 起点                      |
| 熊本県道343号花園インター線       | 熊本市   | 西区     | 花園7丁目    |                           |
| 熊本県道344号池上インター線未供用 | 熊本市   | 西区     | 池上町       |                           |
| 国道3号 / 植木バイパス            | 熊本市   | 北区     | 下硯川町     | 下硯川IC入口交差点        |
| 国道3号 / 現道                    | 熊本市   | 北区     | 四方寄町     | 北部消防入口交差点 / 終点 |

### 交差する鉄道
- 九州新幹線
- 鹿児島本線

### 沿線
- 平川
- 谷尾崎川
- 西浦川
- 井芹川